# پولند (کیریباتی)
پولند (به لاتین: Poland) یک منطقهٔ مسکونی در کیریباتی است که در کیریتیماتی واقع شده‌است. پولند ۰٫۵۲ کیلومتر مربع مساحت و ۴۰۴ نفر جمعیت دارد.